# Bocconia arborea
Bocconia arborea är en vallmoväxtart som beskrevs av S. Wats.. Bocconia arborea ingår i släktet Bocconia och familjen vallmoväxter. Inga underarter finns listade i Catalogue of Life.

## Bildgalleri

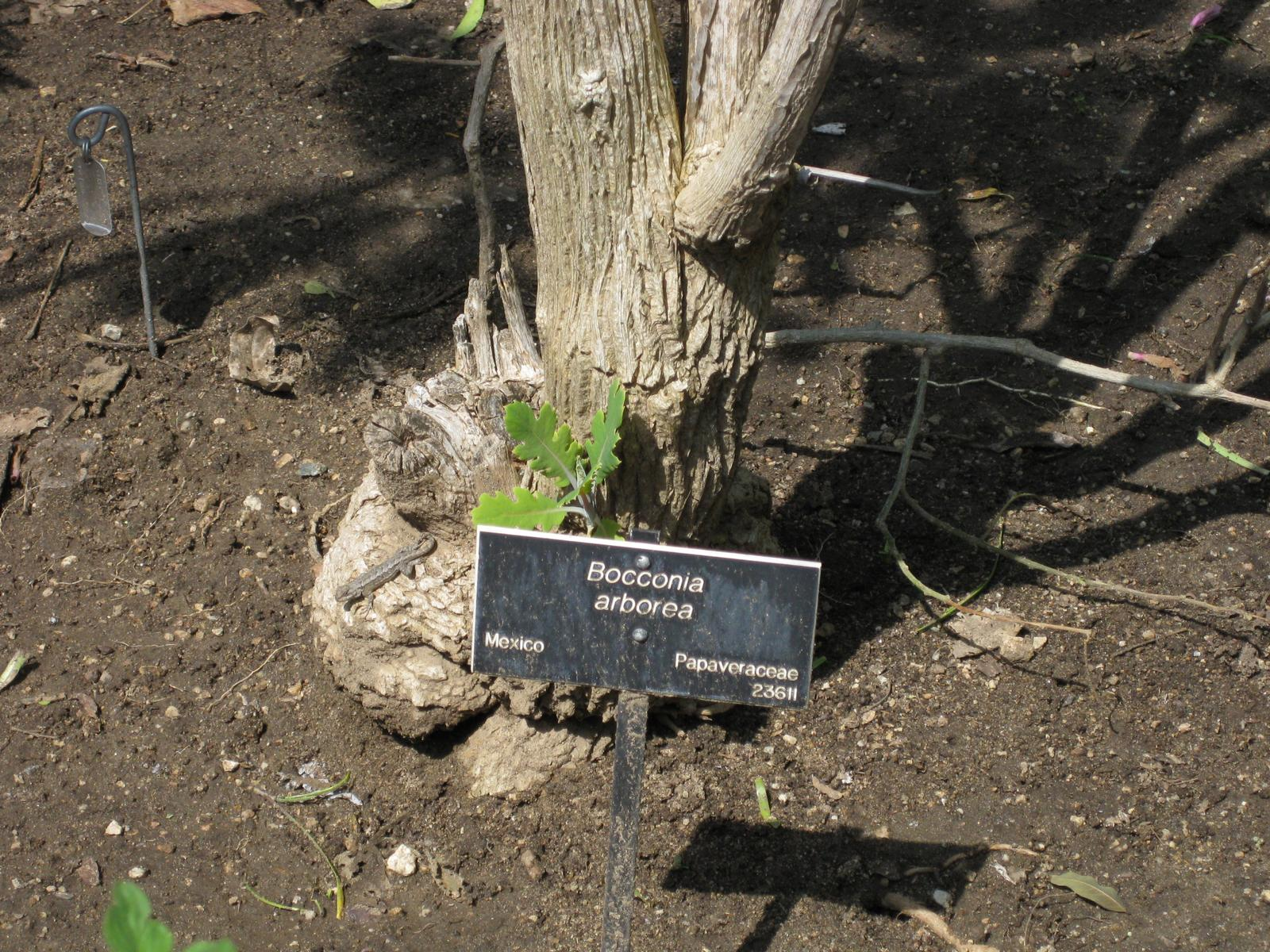
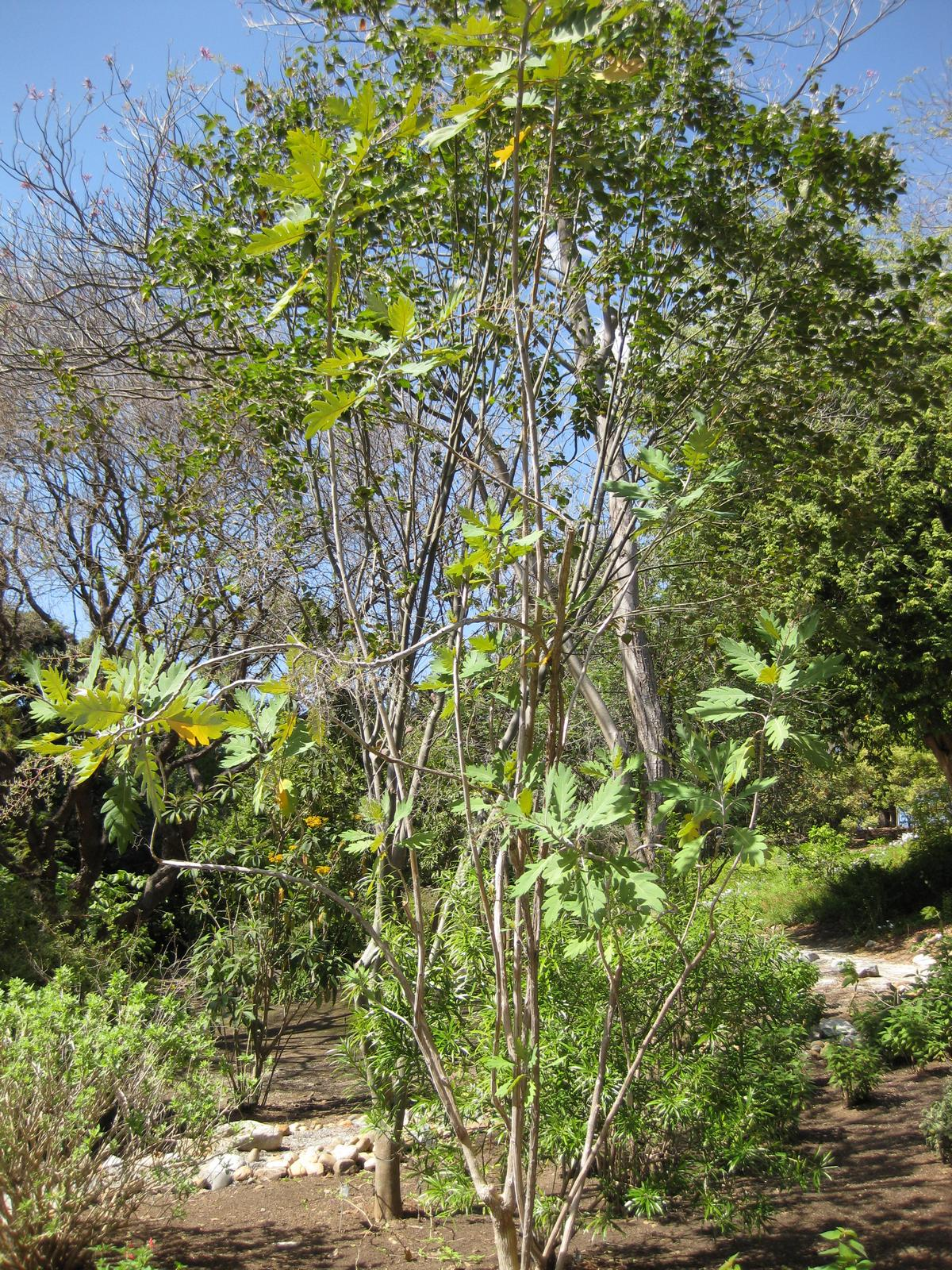